# Галковська Надія Миколаївна
Галковська Надія Миколаївна (нар. 10 травня 1951, Чернігів)  – українська поетеса, авторка слів відомої пісні «Я козачка твоя», письменниця, педагог, спеціаліст вищої категорії, громадська діячка, член правління обласного об’єднання Всеукраїнського товариства «Просвіта» імені Тараса Шевченка (Чернігів), нагороджена орденом княгині Ольги.

## Життєпис

### Родина
Народилася в Чернігові. Батько, Галковський Микола Михайлович, козацького селянського роду з Шибиринівки. Знав козацькі пісні й називав себе козаком. Батьки були грамотні, освічені. Читали напам’ять поеми Шевченка.
Дідусь лікував рослинами, знав німецьку мову й читав німецьких філософів. Бабуся навчалася в гімназії, мала прекрасну освіту. Гарно співала, грала на гітарі, на цитрі, вірші писала, захоплювалася театром.

### Освіта
Закінчила середню школу. Вступила до Чернігівського музичного училища ім. Л. Ревуцького.  Потім здобула філологічну освіту в Київському університеті імені Тараса Шевченка.
У студентські роки з’явилася  пісня «Заквітчалась моя Україна». Виконання пісні  аматорським народним хором «Десна» (музика Леоніда Хатуна) стало  всеукраїнським дебютом Надії як поетеси. Вийшла платівка: хор «Льонок»  записав пісню.

## Професійний і творчий шляхи
З 1971 року працювала вчителем української та світової літератур у школах сел  Трисвятська Слобода й Рудка (Чернігівський район). Це період, коли музика давала поетесі творче літературне натхнення. 
1991, липень – під час культурологічного походу «Козацькими шляхами», що відбувся напередодні здобуття Україною незалежності, була написана пісня «Козачка». Слова – Надія Галковська, музика – Микола Збарацький. 
Перші виконавці – авторка та хор товариства «Просвіта» під керівництвом Лариси Куровської.
1992, січень – відбулася прем'єра пісні «Козачка» на Першому каналі Національної суспільної телерадіокомпанії України у виконанні  Раїси Кириченко.
1994 року в Чернігові видано збірку поезій «Козачка», серед творів поетеси вірші-сонати, вірші-ноктюрни.
2012 року вийшла у світ нова прозова книга «Козацькими шляхами» (ілюстрована збірка історико-фантастичних новел про минуле й сьогодення українців, забарвлене високими почуттями та дивовижними пригодами у просторі й часі). Збірка була оцінена як «Книга року» у номінації «проза» та презентована в Національному музеї Тараса Шевченка в Києві.
2013, березень – представила новий вірш «До Тараса» на громадському заході на честь Тараса Шевченка, з нагоди 199-ї річниці його дня народження (стародавній Чернігівський Вал, пам'ятник Тарасові Шевченку (Чернігів)).
2013, березень – читала вірш «Осанна гетьману Івану» під час урочистого мітингу з нагоди 374-ї річниці від дня народження гетьмана України Івана Мазепи.
Усе частіше вірші поетеси з'являються на сторінках місцевої та центральної періодики, на інтернет-сайтах. Українські тексти світових шедеврів лунають в авторських перекладах Надії Галковської з італійської, французької, англійської мов.
Поезія Надії Галковської глибоко національна, овіяна духом Чернігівського краю. Адже вона живе в місті, де все дихає стародавньою історією та культурою.

## Громадська діяльність
- одна з фундаторів оновленої у 1989 році чернігівської «Просвіти» [7]
- член  чернігівської літературної спілки «Чернігів» [8]
- член Народного руху України (1998)
- як депутат Чернігівської районної ради (2006) підтримала ідею створення районної організації  Національної спілки краєзнавців України, була активною учасницею в галузі досліджень забутих сторінок місцевої історії
- учасниця презентації щодо роботи (2009) Громадської організації «Чернігівська районна організація Всеукраїнської Спілки краєзнавців»  за 2007-2008 рр. [9]
- співзасновниця   музею-садиби П.Г. Березовського (Старий Білоус, Чернігівський район, 2011)
- член Громадської ради спілки краєзнавців при Чернігівській райдержадміністрації (2015) [10]
- член  Чернігівської обласної організації Національної спілки письменників України, (2023)